# Macropharyngodon pakoko
Macropharyngodon pakoko là một loài cá biển thuộc chi Macropharyngodon trong họ Cá bàng chài. Loài này được mô tả lần đầu tiên vào năm 2014.

## Từ nguyên
Từ định danh của loài được đặt theo tên của vị chiến binh người Marquises nổi tiếng, Pakoko, vị thủ lĩnh cuối cùng đã lãnh đạo cuộc kháng chiến chống Pháp.

## Phạm vi phân bố và môi trường sống
M. pakoko có phạm vi phân bố ở vùng biển Trung Thái Bình Dương. Đây là một loài đặc hữu của quần đảo Marquises (thuộc Polynesia thuộc Pháp). M. pakoko được thu thập ở độ sâu đến 42 m.

## Mô tả
M. pakoko có chiều dài cơ thể tối đa được ghi nhận là 7,2 cm.
Cá đực có màu xanh lục lam hoặc màu xanh lục phớt vàng. Đầu có các vệt đốm màu đỏ và xanh lục, đặc biệt là một vệt đốm hình chữ U ngược màu lục trên má. Sau đầu có vệt đốm màu đen được viền màu xanh lơ. Vây lưng và vây hậu môn màu đỏ với các hàng đốm màu xanh lục. Đuôi màu đỏ với các đốm màu vàng lục với một dải màu đỏ ở rìa. Vây ngực trong suốt. Vây bụng trong mờ hoặc có màu vàng phớt đỏ.
Cá cái có màu xanh lục phớt vàng nhạt hoặc gần như trắng, ánh xanh lam ở bụng. Thân rải rác có các vệt đốm màu nâu đỏ. Vây lưng và vây hậu môn có lốm đốm đỏ và vàng. Đuôi trong suốt với các đốm vàng xếp thành hàng dọc. Vây bụng trắng nhạt, lốm đốm màu đỏ và vàng. Vây ngực trong suốt. Cá con có đốm tròn sau vây lưng và vây hậu môn.
Số gai ở vây lưng: 9; Số tia vây ở vây lưng: 11; Số gai ở vây hậu môn: 3; Số tia vây ở vây hậu môn: 11; Số tia vây ở vây ngực: 12; Số gai ở vây bụng: 1; Số tia vây ở vây bụng: 5.

### Trích dẫn
- Erwan Delrieu-Trottin; Jeffrey T. Williams; Serge Planes (2014). "Macropharyngodon pakoko, a new species of wrasse (Teleostei: Labridae) endemic to the Marquesas Islands, French Polynesia" (PDF). Zootaxa. Quyển 3857 số 3. tr. 433–443.{{Chú thích tạp chí}}:  Quản lý CS1: nhiều tên: danh sách tác giả (liên kết)